# Caravane (fromage)
Pour les articles homonymes, voir Caravane.
Le fromage Caravane est un fromage mauritanien à base de lait de chamelle qui ne caille pas naturellement, le seul au monde actuellement,. Il est fabriqué par la société Tiviski à Nouakchott qui produit aussi du beurre de chamelle.

## Caractéristiques
C'est un fromage à pâte molle et à croûte fleurie. 22 % de matière grasse.

Le fromage peut être consommé frais pendant les trois premiers jours ou bien séché.